# 강창일
강창일(姜昌一, 1952년 1월 28일~)은 대한민국의 외교관으로, 제25대 주 일본 대사이다.

## 생애
제주 출생이며, 제17·18·19·20대 국회의원을 지냈다. 2004년 제17대 총선에서 당선, 제17대 국회의원(제주시·북제주 갑, 열린우리당)으로 활동했고, 제18대 총선에서 민주당 소속(제주시 갑)으로 활동하였다. 2012년 19대 총선과 2016년 20대 총선에서도 당선, 4선 국회의원을 지냈다.

## 학력
- 고산국민학교 졸업
- 오현중학교 졸업
- 오현고등학교 졸업
- 서울대학교 국사학 학사
- 도쿄 대학 대학원 인문사회학 석사
- 도쿄 대학 대학원 인문사회학 박사

## 경력
- 현경대 국회의원 비서관
- 제주4.3연구소 소장
- 광주5.18기념재단 이사
- 아시아평화인권 한국위원회 운영위원장
- 민주화운동기념사업회 자문위원
- 배재대학교 일본학과 교수, 교무처장
- 일본교과서 바로잡기운동본부 운영위원장
- 동국대학교 석좌교수
- 몽양기념사업회 이사장
- 국회 정각회모임 부회장
- 상생과 통일 포럼 고문
- 2004년 4월 15일: 대한민국 제17대 국회의원 선거 당선(제주 제주시·북제주군 갑, 열린우리당, 초선)
- 2008년 4월 9일: 대한민국 제18대 국회의원 선거 당선(제주 제주시 갑, 통합민주당, 재선)
- 2012년 4월 11일: 대한민국 제19대 국회의원 선거 당선(제주 제주시 갑, 민주통합당, 3선)
- 2016년 4월 13일: 대한민국 제20대 국회의원 선거 당선(제주 제주시 갑, 더불어민주당, 4선)

## 의정활동
- 2004년 5월~2008년 5월: 제17대 국회의원(제주 제주시·북제주군 갑, 열린우리당→대통합민주신당→통합민주당, 초선)
- 2004년~2008년 국회 행정자치위원회 위원, 예산결산특별위원회 위원, 건설교통위원회 위원
- 2004년 열린우리당 중앙위원
- 2005년 열린우리당 국정자문위원
- 2005년 열린우리당 제주도당 위원장
- 2007년 열린우리당 탈당 후 대통합민주신당 입당
- 2007년 대통합민주신당 정책위원회 부의장
- 2007년 국회 한·미자유무역협정(FTA)체결대책특별위원회 위원
- 2008년 통합민주당 정책위원회 부의장
- 2008년 통합민주당 제주특별자치도당 공동위원장
- 2008년 5월~2012년 5월: 제18대 국회의원(제주 제주시 갑, 통합민주당→민주당→민주통합당, 재선)
- 국회 국토해양위원회 위원, 바다와 경제 국회포럼 공동대표
- 아시아 평화과 번영 공동대표, 현재 국회 지식경제위원회 위원
- 제18대 국회 후반기 독도영토수호대책특별위원회 위원장
- 2008년~2011년: 민주당 제주특별자치도당 제주시 갑 지역위원회 위원장
- 2011년~2013년: 민주통합당 제주특별자치도당 제주시 갑 지역위원회 위원장
- 2012년 5월~2016년 5월: 제19대 국회의원(제주 제주시 갑, 민주통합당→민주당→새정치민주연합→더불어민주당, 3선)
- 2012년 7월~2013년 3월: 제19대 국회 전반기 지식경제위원회 위원장
- 2013년 3월~2014년 5월: 제19대 국회 전반기 산업통상자원위원회 위원장
- 2013년 5월~2014년 3월: 민주당 제주특별자치도당 제주시 갑 지역위원회 위원장
- 2014년 3월~2015년 12월: 새정치민주연합 제주특별자치도당 제주시 갑 지역위원회 위원장
- 2014년 6월~2016년 5월: 제19대 국회 후반기 예산결산특별위원회 위원
- 2015년 12월~2020년 5월: 더불어민주당 제주특별자치도당 제주시 갑 지역위원회 위원장
- 2016년 5월~2020년 5월: 제20대 국회의원(제주 제주시 갑, 더불어민주당, 4선)
- 2016년 7월: 한일의원연맹 수석부회장 겸 간사장
- 2016년 12월~2017년 12월: 제20대 국회 전반기 헌법개정특별위원회 위원
- 2017년 1월~2018년 8월: 더불어민주당 지속가능 제주발전특별위원회 위원장
- 2017년 3월~2020년 5월: 제20대 국회 한-몽골 의원친선협회 회장
- 2017년 5월~2018년 5월: 제20대 국회 전반기 예산결산특별위원회 위원
- 2017년 6월: 한일의원연맹 회장
- 2018년 7월~2020년 5월: 제20대 국회 후반기 행정안전위원회 위원
- 2020년: 더불어민주당 지속가능 제주발전특별위원회 고문
- 2020년 10월~: 한일의원연맹 명예회장
- 2021년 1월~2022년 7월: 제25대 주일본 한국대사(장관급)
- 2024년 3월~2024년 4월: 대한민국 제22대 국회의원 선거 더불어민주당 제주특별자치도당 총괄상임선거대책위원장
- 2025년 5월~2025년 6월: 제21대 대통령 선거 더불어민주당 이재명 대통령 후보 대한민국대전환 선거대책위원회 제주특별자치도당 상임고문

## 어록
- 2009년 7월 27일 민주당의 미디어법 장외투쟁과 관련 "하늘을 거스른 자, 반드시 망한다고 옛 성현들이 줄곧 역사 속에서 가르쳐 왔습니다."[1]

## 역대 선거 결과
|  | 48.19% |

|  | 39.29% |

|  | 43.35% |

|  | 47.98% |

## 소속 정당
| 소속 정당 | 소속 정당      | 소속 기간 | 비고           |
| --------- | -------------- | --------- | -------------- |
|           | 민주정의당     | 1981~1988 | 입당           |
|           | 무소속         | 1988~2003 | 탈당           |
|           | 열린우리당     | 2003~2007 | 창당 정계 입문 |
|           | 대통합민주신당 | 2007~2008 | 합당           |
|           | 통합민주당     | 2008      | 합당           |
|           | 민주당         | 2008~2011 | 당명 변경      |
|           | 민주통합당     | 2011~2013 | 합당           |
|           | 민주당         | 2013~2014 | 당명 변경      |
|           | 새정치민주연합 | 2014~2015 | 합당           |
|           | 더불어민주당   | 2015~2020 | 당명 변경      |
|           | 무소속         | 2020~2022 | 탈당           |
|           | 더불어민주당   | 2022~현재 | 복당 정계 은퇴 |

## 같이 보기
- 제주시·북제주군 갑
- 제주시의 국회의원
- 북제주군의 국회의원
- 제주시 갑
- 주일대사